# Georgina Rowe
Georgina Rowe (Sídney, 13 de noviembre de 1992) es una deportista australiana que compite en remo.
Ganó tres medallas en el Campeonato Mundial de Remo entre los años 2018 y 2023. Participó en los Juegos Olímpicos de Tokio 2020, ocupando el quinto lugar en la prueba de ocho con timonel.

## Palmarés internacional
| Campeonato Mundial | Campeonato Mundial   | Campeonato Mundial | Campeonato Mundial |
| Año                | Lugar                | Medalla            | Prueba             |
| ------------------ | -------------------- | ------------------ | ------------------ |
| 2018               | Plovdiv (Bulgaria)   | Medalla de bronce  | Ocho con timonel   |
| 2019               | Ottensheim (Austria) | Medalla de plata   | Ocho con timonel   |
| 2023               | Belgrado (Serbia)    | Medalla de bronce  | Ocho con timonel   |